# Закарпатска област
Закарпатска област (укр. Закарпатська область), позната и као Закарпатје (укр. Закарпаття), је једна од области Украјине. Административни центар је град Ужгород.
Закарпатска област јесте најзападнији регион Украјине. У том региону се налазе гранични прелази са Словачком, Мађарском и Румунијом.

## Историја
У прошлости је овај регион био познат као Транскарпатска област, Транскарпатија, или историјски као Карпатска Русија, или Русинија. Словени су се на ово подручје доселили у 4. веку. У 7-8. веку, словенско племе Бели Хрвати је живело на овој територији. У 9-10. веку, регион је био део Бугарског царства, а у то време се помиње и локални владар кнез Лаборец, који је био бугарски вазал. У 10-11. веку регион је био део Кијевске Русије. После тога регион долази под власт Угарске, а у 13. веку је, под сизеренством Угарске, великим делом ове регије владао рутенски племић кнез Ростислав. Током колапса централне власти у Угарској, крајем 13. и почетком 14. века, регијом су владали фактички независни локални владари Амаде Аба и Миклош Пок. Један део регије је у то време припадао словенској краљевини Галиција-Волинија.
У 16. веку регион је подељен између Хабзбуршке монархије и вазалне османске кнежевине Трансилваније. За време Првог светског рата Закрпатија је са Галицијом била поприште великих боја руске и аустроугарске војске. Касније ће цео регион припасти Трансилванији, да би 1699. године у целости припао Хабзбуршкој монархији. После пропасти Монархије, 1918. године, регион ће постати део Западноукрајинске народне републике, а потом део Чехословачке. 1927. године регион постаје једна од покрајина Чехословачке, да би прогласио независност 1939. године. Међутим, убрзо након тога регион окупира и анектира Хортијева Мађарска. Доласком совјетске Црвене армије 1944. године, регион улази у совјетску сферу утицаја: биће званично прикључен Совјетском Савезу 1945. а совјетској Украјини 1946. године.
- Западноукрајинска народна република 1918. године
- Провинције Чехословачке 1928-1938. године
- Независна Карпато-Украјина 1939. године

## Демографија
| Националност | 1989. | 2001. | Матерњи језик    | 2001. |
| Украјинци    | 78,4% | 80,5% | Украјински језик | 81,0% |
| Мађари       | 12,5% | 12,1% | Мађарски језик   | 12,7% |
| Румуни       | 2,4%  | 2,6%  | Руски језик      | 2,9%  |
| Руси         | 4,0%  | 2,5%  | Румунски језик   | 2,6%  |
| Роми         | 1,0%  | 1,1%  |                  |       |
| Словаци      | 0,6%  | 0,5%  |                  |       |
| Немци        | 0,3%  | 0,3%  |                  |       |